# В одно ухо влетело
«В одно́ у́хо влете́ло» (англ. Diminished Capacity) — кинофильм в жанре комедии Терри Кинни, премьера которого состоялась 21 января 2008.

## Краткое содержание
Купер, журналист из Чикаго, страдает посттравматическим синдромом — расстройством краткосрочной памяти. Новую важную информацию он записывает в специальный блокнот, чтобы не забыть её. По просьбе матери он отправляется в родной город навестить дядю, который по мнению окружающих давно выжил из ума и не в состоянии позаботиться о себе. К тому же у него есть навязчивая идея - продать старинную бейсбольную карточку, которую завещал ему его дедушка. Чтобы помочь своему дяде Купер отправляется с ним на аукцион карточек, по пути встречая свою юношескую любовь и зарабатывает себе приключения…

## В ролях
| Актёр            | Роль                 |
| ---------------- | -------------------- |
| Мэттью Бродерик  | Купер                |
| Вирджиния Мэдсен | Шарлотта             |
| Алан Алда        | дядя Ролли Луис С.К. |
| Джимми Беннетт   | Дилан                |
| Луи Си Кей       | Стэн                 |
| Мэттью Бродерик  | Купер                |